# Олупина брода Улубурн
Олупина брода Улубурн је последица бродолома из касног бронзаног доба датираног у касни четрнасести век пре нове ере. Пронађена је у близини источне обале Улубурна, око 10 km (6,2 mi) југоисточно од Каша, у југозападној Турској. Олупину је прнашао на лето 1982. године Мехмет Чакир (Mehmed Çakir), локални ронилац сакупљач сунђера из Yalıkavak, село у близини Бодрума.
Једанаест узастопних кампања које су трајале од по три до четири месеца су се одржавале од 1984. до 1994. са укупно 22, 413 зарона, откривајући једно од најспектакуларнијих локалитета из касног бронзаног доба у Средоземном мору.

## Откриће
Место бродолома је откривено на лето 1982. године захвалјујући скицама Мехмета Чакира предемта које је он описао као 'метални бисквити са ушима' који су препознати као инготе бакра, тзв. 'oxhide ingots'. Институт наутичке археологије (ИНА) се често консултије са турским рониоцима који ваде сунђере о томе како да препознају античке олупине док роне и траже сунђере. Чакирјев проналазак је навело Огуза Алпозена (Oğuz Alpözen), директора Бодрумског музеја подводне археологије, да пошаље инспекцијски тим сачиљен од археолога Музеја и ИНА да лоцирају место олупине. Тим је успео да лоцира неколицину ингота бакра само 50 метара од обале Улубурна.

### Претопостављена путања
Са доказима пронађеним на броду, може се претпоставити да је брод испловио или из кипарске или из сиријско-палестинсе луке. Брод је засигурно пловио ка територији западно од Кипра, али његова коначна дестинација може да се предпостави само на онсову предмета који су пронађени на броду. Предложено је да је дестинација брода лука негде у [[Егејском мору. Родос као битан центар трговине и размене тог периода се предлаже као могића дестинација. Истраживачи саме олупине су предложили да је коначна дестинација брода можда била једна од микенских палата на копненој Грчкој.

### Датовање
Питер Kунихолм (Peter Kuniholm) са Универзитета Корнел је био задужен за дендрохронолошко датовање како би се добио апсолутни датум за брод. Резултати датују дрво у 1305. годину пре нове ере, али пошто кора није опстала, не могуће је одредити тачан датум али се може претпоставити да је брод потонуо неко време након овог датума. На основу керамичких налаза, изгледа да је олупина потонула крајем Амарна периода али брод није могао да потоне пре времена Нефертити због златног скарабеја на којем је урезано њено име који је пронађен на броду. За сада, прихваћено је да је брод потонуо на крају четрнаестог века пре нове ере.
Порекло предмета који су били на броду се географски протежу од северне Европе до Африке, на западу до Сицилије и Сардиније а на истоку чак до Месопотамије. Изгледа да су то производи девет или десет различитих култура. Порекло ових предмета индикују да је Егејско море у касном вронзаном добу било посредник интернационалное трговине која је можда базирана на кралјвској размени поклона на Блиском истоку.